# بيجو بارتنر
بيجو بارتنر هي سيارة فان وسيارة ترفيه صنعتها الشركة الفرنسية بيجو. سيارة الفان تسمى بارتنر أما سيارة الترفيه فتسمى بارتنر كومبي. في إيطاليا تعرف باسم بيجو رانتش. تشبه السيارة إلى حد كبير سيارة سيتروين بيرلنغو وأنتج من كليهما سيارات تعمل على الغاز الطبيعي المضغوط والطاقة الكهربائية بأربع أسطوانات.